# ルイス・カイセド・メディナ
ルイス・アルベルト・カイセド・メディナ（スペイン語: Luis Alberto Caicedo Medina、1992年5月11日 - ）は、エクアドルのサッカー選手。エクアドル代表。ポジションはDF。

## クラブ歴
CSDインデペンディエンテJTの下部組織出身でトップチームに昇格。コパ・リベルタドーレス2016準優勝にも貢献した。
2016年12月にカンピオナート・ブラジレイロ・セリエAのクルゼイロECと5年契約を交わし移籍。2017年夏にバルセロナSCに期限付き移籍。

## 代表歴
2016年10月6日の2018 FIFAワールドカップ・南米予選のチリ代表戦で代表初出場。

## 退場
2016年10月16日にクラブでの一戦で審判を罵倒したとして出場停止となった。彼はその後審判側が彼のアフリカ系の出自に対して人種差別発言が行われたのがそもそもの原因であると主張し不服を申し立てた。因みに彼はこの年にはこの他にイエローカード2枚を提示されて2回退場している。
なお上述のクラブでの試合の5日前に行われた2018 FIFAワールドカップ・南米予選のボリビア代表戦では代表2試合目にしてイエローカード2枚を提示され退場。2017年3月28日にも退場処分となっている。